# Hans Bauer
Hans Bauer, född 1878 och död 1937, var en tysk orientalist.
Bauer blev filosofie doktor i Berlin 1910, och professor i Halle 1922. Han tillhörde sin tids ledande semitister, främst genom sina grammatiska arbeten, av vilka flera tillkom under samverkan med Pontus Leander. Ur Bauers produktion märks: Die Tempora im Semitischen (1910), Zur Entzifferung der neuentdeckten Sinaischrift und zur Entstehung des semitischen Alphabets (1918), Historische Grammatik der hebräischen Sprache des Alten Testaments (i samarbete med Leander 1918-22), Zur Frage der Sprachmischung im Hebräischen (1924), Grammatik des Biblisch-Aramäischen (tillsammans med Leander 1927).
Bauer tillhörde 1913-22 redaktionen för Enzyklopädie des Islam.